# Jorge Ibargüengoitia
Jorge Ibargüengoitia (Guanajuato, 22 januari 1928 - Mejorada del Campo (Spanje), 27 november 1983) was een Mexicaanse schrijver.
Ibargüengoitia was afkomstig uit een familie van Baskische afkomst uit de staat Guanajuato. Hij studeerde in New York en was een tijdlang docent filosofie aan de Nationale Autonome Universiteit van Mexico (UNAM) en de Universiteit van de Amerika's, Puebla.
Ibargüengoitia was een van de meest geliefde schrijvers van zijn periode, vooral bij het grote publiek. Veel van zijn boeken gingen over corruptie, misdaad en andere traditionele problemen van de Mexicaanse samenleving. Ibargüengoitia's subtiele, maatschappijkritische en vaak cynische humor droegen bij aan zijn grote populariteit. Zelf zei hij echter niet van humor te houden, en lachen "tijdverspilling" te vinden. Ook stelde hij het niet op prijs wanneer men hem een humoristische schrijver noemde. Naast romans schreef hij ook toneelstukken en essays.
In 1983 kwam een abrupt einde aan zijn carrière toen hij om het leven kwam bij de vliegramp van Madrid. Bij dezelfde luchtramp kwamen ook de Peruaanse dichter Manuel Scorza, de Argentijnse intellectueel Martha Traba en de Uruguayaanse literatuurcriticus Ángel Rama om het leven. Hij ligt begraven in een park in zijn geboortestad in een simpel graf met als opschrift "Hier ligt Jorge Ibargüengoitia in het park van zijn overgrootvader, die tegen de Fransen vocht".